# 大和駐屯地
大和駐屯地（たいわちゅうとんち、JGSDF Camp Taiwa）は、宮城県黒川郡大和町大字吉岡字西原21-9に所在し、第6偵察隊等が駐屯する陸上自衛隊の駐屯地である。
駐屯地司令は、第6偵察隊長が兼務。最寄の演習場は、王城寺原演習場で大和駐屯地業務隊が管理する。

## 沿革
陸上自衛隊大和駐屯地
- 1956年（昭和31年）
  - 3月28日：陸上自衛隊大和駐屯地が開設[1]される。
  - 3月31日：

  1. 第6特車大隊が福島駐屯地から移駐。
  2. 第6偵察中隊が船岡駐屯地から移駐。

  - 5月3日：開庁式開催。

- 1962年（昭和37年）
  - 1月18日：第6特車大隊が第6戦車大隊に称号変更。
  - 8月15日：第6管区隊の第6師団への改編

  1. 第6対戦車隊を新編。
  2. 第6偵察中隊が第6偵察隊に改称。

- 1999年（平成11年）3月29日：第6対戦車隊が廃止。
- 2006年（平成18年）3月27日：第6師団の後方支援体制変換

1. 第6後方支援連隊第2整備大隊戦車直接支援隊（第6戦車大隊を支援）を新編。
2. 第6後方支援連隊第2整備大隊偵察直接支援小隊（第6偵察隊を支援）を新編。

- 2015年（平成27年）3月26日：東北方面会計隊の改編に伴い、第390会計隊が廃止され、第381会計隊大和派遣隊が設置される。
- 2019年（平成31年）
  - 3月25日：第6戦車大隊および第6後方支援連隊第2整備大隊戦車直接支援隊が廃止。
  - 3月26日：

  1. 第22即応機動連隊機動戦闘車隊が編成完結[2]。
  2. 第6後方支援連隊第2整備大隊即応機動直接支援中隊直接支援小隊（第22即応機動連隊機動戦闘車隊を支援）を配置。
  3. 第6偵察隊長が駐屯地司令職に職務指定。

## 駐屯部隊

### 東北方面隊隷下部隊
- 第6師団
  - 第6偵察隊
  - 第22即応機動連隊
    - 機動戦闘車隊

  - 第6後方支援連隊
    - 第2整備大隊
      - 偵察直接支援小隊：第6偵察隊を支援
      - 即応機動直接支援中隊
        - 直接支援小隊：第22即応機動連隊機動戦闘車隊を支援
- 東北方面会計隊
  - 第381会計隊
    - 大和派遣隊
- 東北方面システム通信群
  - 第103基地システム通信大隊
    - 第303基地システム通信中隊
      - 大和派遣隊

  - 大和送信所
- 大和駐屯業務隊

### 防衛大臣直轄部隊
- 東北方面警務隊
  - 第124地区警務隊
    - 大和連絡班

## 駐屯していた部隊
- 第6対戦車隊：1962年（昭和37年）8月15日新編。1999年（平成11年）3月29日廃止。
- 第6戦車大隊：2019年（平成31年）3月25日廃止。第22即応機動連隊機動戦闘車隊に改編。

## 最寄の幹線交通
- 高速道路：東北自動車道大和IC
- 一般道：国道4号、国道457号、宮城県道3号塩釜吉岡線、宮城県道9号大和松島線、宮城県道147号桝沢吉岡線、宮城県道261号大衡駒場線
- 鉄道：
- 高速バス： ミヤコーバス・特急仙台～大衡線 大和町町民研修センター前下車徒歩1分
- 港湾：仙台塩釜港（特定重要港湾）、石巻港（重要港湾）
- 飛行場：仙台空港（第二種空港）松島基地、霞目飛行場（その他の飛行場）